# 다산금융상
다산금융상(茶山金融賞)은 한국경제신문의 주관으로 다산 정약용 선생의 실사구시 정신을 계승한다는 취지에서 해마다 시상하는 금융업 대상의 시상 프로그램이다. 금융위원회의 후원으로 1992년 제정했다.
1회부터 10회까지 대상은 임원 이하급에 주었으나 11회부터는 은행장급으로 격이 높아졌다. 매년 시상을 하지만 이렇다할 수상자를 찾지 못하면 대상을 주지 않고 넘어가기도 한다. 18회, 19회, 20회에는 대상 수상자가 없었다.
코로나 팬데믹 이전에는 금융위원장, 금융감독원장, 주요 금융지주 회장 등 금융권 전체의 주요 인사들이 한자리에 모여 새해 인사를 나누는 신년하례회의 부속행사로 치러졌다.

## 1~10회
■ 1회(1992년) 대상: 장화진 한일은행 여신기획부장 
△금상 : 박동훈 대한생명 부사장, 윤경희 한국종금 이사, 정연근 국민은행종합기획부 과장
△장려상 : 성기창 동서증권 대리
■ 2회(1993년) 대상 : 황건호 대우증권 기획실장 
△금상 : 이종권 국민은행 종합기획부장, 정연호 한일은행 심사부장, 김재우 대한교보 이사, 정현 동양투금 마케팅실 과장
■ 3회(1994년) 대상 : 황규현 삼성생명 영업본부장 
△금상 : 김재환 대구은행 사무전산부장, 김재근 국제동금 국제투자부장, 구자삼 대우증권 국제영업부장
■ 4회(1995년) 대상 : 정대영 광주은행 전략기획팀장
△금상 : 이철규 한일은행 국제부장, 김서영 삼성증권 주식팀 과장
△장려상 : 이기무 한국자보 자동차보상부 과장
■ 5회(1996년) 대상 : 이세웅 상업은행 여신기획부장
△금상: 이계운 중소기업은행 심사부 심사역, 박완기 현대화재보험 강서보상센터 차장, 최광복 산업증궘 국제금융부장, 윤영성 한평신용협동조합 전무
■ 6회(1997년) 대상 : 함민식 한일은행 고객개발부장
△금상 : (은행) 김덕현 국민은행 종합기획부장, (증권) 장상기 동원증권 투자공학부 과장, (보험) 홍성호 삼성화재보험 보상기획팀 과장, (종금) 배상환 한불종금 보상기획팀 과장, (중기지원) 이규옥 중소기업은행 심사부 과장
■ 7회(1998년) 대상 : 신풍호 증권거래소 부장
△금 상 : (은행) 정종완 상업은행 부장, (보험) 박정수 LG화재보험 부장, (증권) 손복조 대우증권 이사, (투신) 모진성 한국투자신탁 과장, (중기지원) 김규태 기업은행 차장
■ 8회(1999년)
△금상 : (은행) 이용길 국민은행 마케팅 부장, (증권) 유용환 대우증권 업무시스템부 차장, (투신) 김승언 삼성화재 신시스템추진팀 부장
△장려상 : (증권) 박치호 한국투신 운용지원팀 차장
■ 9회(2000년)
△금상 : (은행/ 기관) 전북은행, (은행) 이영재 조흥은행 마케팅부 차장, (증권/ 기관) 삼성증권, (증권) 송흥섭 LG투자증권 상무보, (중소금융) 박정구 원대새마을금고 이사장
△장려상 : (은행) 박병수 중소기업은행 여신기획부 과장, (증권) 정훈교 대우증권 파생상품영업부장, (보험/기관) 쌍용화재해상보험
■ 10회(2001년)
△금상 : (은행/ 기관) 주택은행, (은행) 한경수 국민은행 신탁부 팀장, (증권) 김상덕 LG투자증권 자산유동화팀장, (보험) 박재화 동부화재 서서울보상 S/C 지점장, (여신금융) 최행현 국민카드 생활서비스 부장
장려상 : (은행) 김영수 한빛은행 관리여신본부 팀장, (증권) 김형래 대우증권 인터넷비즈니스 부장, (보험/ 기관) 대한화재보험

## 11~20회
■ 11회(2002년) 대상(개인) : 위성복 조흥은행 은행장
△금상(기관) : (은행) 중소기업은행, (증권) 메리츠증권, (생보) 삼성생명, (손보) 현대해상화제, (여신) LG카드
■ 12회(2003년) 대상(개인) : 김종창 기업은행장
△금상(기관) : (은행) 부산은행, (증권) 동원증권, (생보) 신한생명보험
■ 13회(2004년) 대상(개인) : 이덕훈 우리은행장
금상(기관) : (은행) 대구은행 (증권·투신) 삼성증권, (보험) 미래에셋자산운용, (여신) 한국캐피탈
■ 14회(2005년) 대상(개인) : 김승유 하나은행장
△금상(기관): (은행) 신한은행, (증권) 대우증권, (투신) 미래에셋투자신탁운용, (보험) 삼성화재해상보험, (여신) BC카드
특별상(기관) : 교보자동차보험 서울보증보험 증권예탁결제원
■ 15회(2006년) 대상(개인) : 황영기 우리금융지주 회장
△금상(기관) : (시중은행) 하나은행, (지방은행) 부산은행, (증권·투신) 미래에셋증권, (손해보험) 삼성화재해상보험, (생명보험) 신한생명보험, (여신금융) 신한캐피탈, (생활금융) 고려상호저축은행
특별상(기관) : 한국증권금융 한국자산관리공사
■ 16회(2007년) 대상(개인) : 강권석 기업은행 은행장
△금상(기관) : (시중은행) 국민은행, (지방은행) 광주은행, (보험) 동부화재해상, (증권·투신) 삼성증권, (생활금융) 한국투자상호저축은행
■ 17회(2008년) 대상(개인) : 신상훈 신한은행 은행장
△금상(기관) : (시중은행) 하나은행, (증권·투신) 우리투자증권, (보험) 삼성화재해상보험
△특별상(개인) : 김세진 한국채권평가 대표이사
■ 18회(2009년) 대상(개인) : 없음
△금상(기관) : (지방은행) 부산은행, (증권·투신) 삼성증권, (보험부문) 서울보증보험, (여신금융) 삼성카드
△특별상(개인) : 이철휘 한국자산관리공사 사장
■ 19회(2010년) 대상(개인) : 없음
△금상(기관) : (지방은행) 부산은행, (손해보험) 삼성은행, (증권) 삼성증권, (투신) 미래에셋자산운용, (여신금융) BC카드
△특별상(개인) : 진병화 기술보증기금 이사장
■ 20회(2011년) 대상(개인) : 이팔성 우리금융그룹 회장
△금 상(기관) : (시중은행) 하나은행, (지방은행) 부산은행, (생명보험) 삼성생명, (손해보험) 코리안리, (증권) 대우증권, (투신) 동양자산운용

## 21~30회
■ 21회(2012년) 대상(개인) : 어윤대 KB금융그룹 회장
△금상(회사) : (은행) 광주은행, (증권) 삼성증권, (자산운용) 한국투자신탁운용, (여신금융) 하나SK카드
△특별상 : 장영철 한국자산관리공사 사장
△공로상 : 황건호 한국금융투자협회 회장
■ 22회(2013년) 대상(개인) : 조준희 중소기업은행 은행장
△금상(회사) : (보험) AXA손해보험, (증권) 삼성증권, (자산운용) 삼성자산운용, (여신금융) BC카드
△공공금융CEO상 : 서종대 한국주택금융공사 사장 (특별상)
■ 23회(2014년) 대상(개인) : 유상호 한국투자증권 사장
△금상(회사) : (은행) 부산은행, (보험) 서울보증보험, (증권) 신한금융투자, (자산운용) 삼성자산운용, (여신금융) 신한카드, (생활금융) 한국투자저축은행
△공공금융CEO상 : 김용환 한국수출입은행 은행장 (특별상)
■ 24회(2015년) 대상(개인) : 서진원 신한은행 은행장
△금상(회사) : (은행) 대구은행, (보험) 신한생명, (증권) 한국투자증권, (자산운용) 에셋플러스자산운용, (여신금융) 현대카드
△공공금융 CEO상 : 박종수 금융투자협회 회장 (특별상)
■ 25회(2016년) 대상(개인) : 김정태 하나금융그룹 회장
△금상(회사) : (보험) KB손해보험, (증권) NH투자증권, (자산운용) 미래에셋자산운용, (여신금융) 하나카드
■ 26회(2017년) 대상(개인) : 박현주 미래에셋 회장
△금상(회사) : (은행) 신한은행, (보험) 현대해상화재보험, (증권) 메리츠종금증권, (자산운용) KB자산운용, (여신금융) 비씨카드, (서민금융) 한국투자저축은행, (해외시장진출) KB국민은행
■ 27회(2018년) 대상(개인) : 윤종규 KB금융지주 회장
△금상(회사) : (은행) 신한은행, (보험) KB손해보험, (증권) 한국투자증권, (자산운용) 삼성자산운용, (공공서비스) 한국자산관리공사
△공로상 : 황영기 금융투자협회 회장
■ 28회(2019년) 대상(개인) : 김 한 JB금융지주 회장
△금상(회사) : (보험) SGI서울보증, (증권) NH투자증권, (자산운용) 미래에셋자산운용, (생활금융) SBI저축은행
■ 29회(2020년) 대상(개인) : 조용병 신한금융지주 회장
△금상(회사) : (보험) 삼성생명, (증권) KB증권, (자산운용) 미래에셋자산운용, (여신금융) 비씨카드, (생활금융) 신협중앙
■ 30회(2021년) 없음
△금상(회사) : (은행) 기업은행, (보험) NH농협손해보험, (증권) 미래에셋대우, (자산운용) 삼성자산운용, (저축은행) 신한저축은행
△특별상 : 정완규 한국증권금융 사장

## 31~40회
■ 31회(2022년) 대상(개인) : 윤종원 기업은행장
△금상(회사) : (은행) 국민은행, (보험) 미래에셋생명, (증권) KTB투자증권, (자산운용) 타임폴리오자산운용 (저축은행) 웰컴저축은행